# Рогозари
Рогозари (болг. Рогозари) — село в Болгарии. Находится в Кырджалийской области, входит в общину Джебел. Население составляет 76 человек.

## Политическая ситуация
В местном кметстве Великденче, в состав которого входит Рогозари, должность кмета (старосты) исполняет Сезгин Сюлейман Ахмед (Движение за права и свободы (ДПС)) по результатам выборов правления кметства.
Кмет (мэр) общины Джебел — Бахри Реджеб Юмер (Движение за права и свободы (ДПС)) по результатам выборов в правление общины.